# Theoi Project
Theoi Project (também conhecido como Theoi Greek Mythology) é uma biblioteca digital sobre mitologia grega e sua representação na literatura clássica e na arte grega antiga. Serve como uma referência livre aos deuses (theoi), espíritos (daimones), criaturas mitológicas (theres) e heróis da mitologia e religião gregas antigas. Fundado em 2000, o site contém mais de 1.500 páginas e 1.200 imagens. O site também possui uma biblioteca de literatura clássica sobre o tema da mitologia grega, incluindo as obras de muitos dos poetas menos conhecidos.
O site foi criado por Aaron J. Atsma em Auckland, Nova Zelândia.